# Jakub Smrž
Jakub Smrž (* 7. dubna 1983 České Budějovice) je český profesionální motocyklový závodník v současnosti působící v BSB – British Superbike.
Již v letech 1998 a 1999 jel na divokou kartu brněnský závod seriálu MotoGP ve třídě do 125 cm³. V roce 2000 k tomu přidal i účast v německé Grand Prix na Sachsenringu a v roce 2001 už absolvoval celý seriál mistrovství světa. V této sezoně skončil s 50 body na celkovém 17. místě. Část následující sezony (2002) soutěžil stále v nejnižší třídě, ale na pět posledních závodů přesedlal na silnější stroj v kubatuře do 250 cm³. V této kategorii odjel s průměrnými výsledky čtyři další sezony, přičemž největšího úspěchu dosáhl v roce 2006, kdy skončil s 58 body na celkovém 12. místě.
V roce 2007 přešel do konkurenčního seriálu mistrovství světa superbiků, kde nahradil Roberta Rolfa v soukromém týmu SC Caracchi Ducati. Ve své první sezoně zde skončil celkově na 14. místě.
V následujícím roce (2008) pokračoval na Ducati v týmu „Guandalini Racing by Grifo“ a sezonu dokončil na 13. místě. V tom samém týmu vytrval i sezonu následující (2009), ve které získal své první pódiové umístění (v Assenu dojel na 3. místě) a v Misanu i první pole position, kterým přerušil do té doby suverénní sérii Bena Spiese. Celkově skončil na 10. místě, což je doposud jeho nejlepší výsledek.
V roce 2010 došlo ke sloučení týmů Guandalini Racing a Sterilgarda Ducati. Výsledný tým se jmenoval B&G a Smrž v něm pokračoval i nadále. Jeho Ducati však pronásledovaly technické problémy, a tak tým po osmém závodě v San Marinu, po čtyřech nedokončených jízdách po sobě, přešel na motocykl Aprilia RSV4. Obě následující jízdy v Brně taktéž nedokončil, ale ve zbylých závodech dosáhl na svá nejlepší umístění v sezoně, když v Imole dojel čtvrtý a v Magny-Cours pátý a šestý.
V sezoně 2011 se vrátil ke stroji Ducati 1198 v italsko-českém týmu Liberty Racing, ve kterém v jedné kompletní a jedné nedokončené (2012) sezóně nastoupil do 44 závodů, přičemž 2× vyhrál kvalifikaci a tedy 4× startoval z první pozice (celkem 16× z první řady), 2× obsadil druhé místo a 2× třetí místo v závodě. S pěti pódiovými umístěními je jediným českým jezdcem současnosti a po F. Šťastném (5×) a B. Stašovi (1×) třetím Čechem, který stál na stupních vítězů nejvyšší závodní kategorie mistrovství světa (zahrnuty kategorie 500cc / MotoGP a World Superbike).
Po ukončení spolupráce s týmem Liberty dokončuje závodní sezónu 2012 v šampionátu BSB na Aprilii u týmu Splitlath Redmond.

## Statistiky

### Mistrovství světa silničních motocyklů (MotoGP)
| Legenda k tabulce | Legenda k tabulce                                                                       |
| Barva             | Výsledek                                                                                |
| ----------------- | --------------------------------------------------------------------------------------- |
| Zlatá             | Vítěz                                                                                   |
| Stříbrná          | 2. místo                                                                                |
| Bronzová          | 3. místo                                                                                |
| Zelená            | Bodované umístění                                                                       |
| Modrá             | Nebodované umístění                                                                     |
| Modrá             | Dokončil neklasifikován (NC)                                                            |
| Fialová           | Odstoupil (Ret)                                                                         |
| Červená           | Nekvalifikoval se (DNQ)                                                                 |
| Červená           | Nepředkvalifikoval se (DNPQ)                                                            |
| Černá             | Diskvalifikován (DSQ)                                                                   |
| Bílá              | Nestartoval (DNS)                                                                       |
| Bílá              | Závod zrušen (C)                                                                        |
| Světle modrá      | Pouze trénoval (PO)                                                                     |
| Světle modrá      | Páteční testovací jezdec (TD)                                                           |
| Bez barvy         | Netrénoval (DNP)                                                                        |
| Bez barvy         | Vyřazen (EX)                                                                            |
| Bez barvy         | Nepřijel (DNA)                                                                          |
| Bez barvy         | Odvolal účast (WD)                                                                      |
| Bez barvy         | Nezúčastnil se (prázdné)                                                                |
| Označení          | Význam                                                                                  |
| Tučnost           | Pole position                                                                           |
| Kurzíva           | Nejrychlejší kolo                                                                       |
| †                 | Jezdec nedojel do cíle, ale byl klasifikován, protože odjel více než 90 % délky závodu. |
| ‡                 | Byl udělován poloviční počet bodů, protože bylo odjeto méně než 75 % délky závodu.      |
| Horní index       | Umístění bodujících jezdců ve sprintu                                                   |

| rok  | třída   | motocykl | 1       | 2       | 3      | 4       | 5       | 6       | 7       | 8       | 9      | 10      | 11      | 12      | 13      | 14      | 15      | 16      | pozice | body |
| ---- | ------- | -------- | ------- | ------- | ------ | ------- | ------- | ------- | ------- | ------- | ------ | ------- | ------- | ------- | ------- | ------- | ------- | ------- | ------ | ---- |
| 1998 | 125 cm³ | Honda    | JPN     | MAL     | SPA    | ITA     | FRA     | MAD     | NED     | GBR     | GER    | CZE Ret | IMO     | CAT     | AUS     | ARG     |         |         | NC     | 0    |
| 1999 | 125 cm³ | Honda    | MAL     | JPN     | SPA    | FRA     | ITA     | CAT     | NED     | GBR     | GER    | CZE 21  | IMO     | VAL     | AUS     | RSA     | BRA     | ARG     | NC     | 0    |
| 2000 | 125 cm³ | Honda    | RSA     | MAL     | JPN    | SPA     | FRA     | ITA     | CAT     | NED     | GBR    | GER 18  | CZE 11  | POR     | VAL     | BRA     | PAC     | AUS     | 28.    | 5    |
| 2001 | 125 cm³ | Honda    | JPN 21  | RSA Ret | SPA 15 | FRA 18  | ITA Ret | CAT 19  | NED 5   | GBR 13  | GER 9  | CZE 6   | POR 6   | VAL 21  | PAC Ret | AUS 19  | MAL Ret | BRA 8   | 17.    | 50   |
| 2002 | 125 cm³ | Honda    | JPN Ret | RSA Ret | SPA 13 | FRA Ret | ITA Ret | CAT 16  | NED 22  | GBR     | GER    | CZE     | POR     |         |         |         |         |         | 32.    | 3    |
| 2002 | 250 cm³ | Honda    |         |         |        |         |         |         |         |         |        |         |         | BRA 15  | PAC 24  | MAL 16  | AUS 17  | VAL Ret | 36.    | 1    |
| 2003 | 250 cm³ | Honda    | JPN 15  | RSA Ret | SPA 17 | FRA 19  | ITA 14  | CAT Ret | NED 12  | GBR 14  | GER 13 | CZE Ret | POR Ret | BRA     | PAC 18  | MAL     | AUS     | VAL 14  | 24.    | 14   |
| 2004 | 250 cm³ | Honda    | RSA 21  | SPA Ret | FRA 11 | ITA Ret | CAT 15  | NED Ret | BRA Ret | GER 15  | GBR 15 | CZE 14  | POR 14  | JPN Ret | QAT 17  | MAL 14  | AUS 13  | VAL 13  | 20.    | 20   |
| 2005 | 250 cm³ | Honda    | SPA Ret | POR 12  | CHN 14 | FRA 16  | ITA Ret | CAT Ret | NED 16  | GBR 16  | GER 16 | CZE 11  | JPN Ret | MAL 19  | QAT Ret | AUS 13  | TUR 15  | VAL 12  | 20.    | 19   |
| 2006 | 250 cm³ | Aprilia  | SPA Ret | QAT 10  | TUR 7  | CHN 10  | FRA 10  | ITA Ret | CAT Ret | NED Ret | GBR 11 | GER 14  | CZE 10  | MAL Ret | AUS 8   | JPN Ret | POR 11  | VAL 11  | 12.    | 58   |

### Mistrovství světa superbiků (World Superbike)
| Legenda k tabulce | Legenda k tabulce                                                                       |
| Barva             | Výsledek                                                                                |
| ----------------- | --------------------------------------------------------------------------------------- |
| Zlatá             | Vítěz                                                                                   |
| Stříbrná          | 2. místo                                                                                |
| Bronzová          | 3. místo                                                                                |
| Zelená            | Bodované umístění                                                                       |
| Modrá             | Nebodované umístění                                                                     |
| Modrá             | Dokončil neklasifikován (NC)                                                            |
| Fialová           | Odstoupil (Ret)                                                                         |
| Červená           | Nekvalifikoval se (DNQ)                                                                 |
| Červená           | Nepředkvalifikoval se (DNPQ)                                                            |
| Černá             | Diskvalifikován (DSQ)                                                                   |
| Bílá              | Nestartoval (DNS)                                                                       |
| Bílá              | Závod zrušen (C)                                                                        |
| Světle modrá      | Pouze trénoval (PO)                                                                     |
| Světle modrá      | Páteční testovací jezdec (TD)                                                           |
| Bez barvy         | Netrénoval (DNP)                                                                        |
| Bez barvy         | Vyřazen (EX)                                                                            |
| Bez barvy         | Nepřijel (DNA)                                                                          |
| Bez barvy         | Odvolal účast (WD)                                                                      |
| Bez barvy         | Nezúčastnil se (prázdné)                                                                |
| Označení          | Význam                                                                                  |
| Tučnost           | Pole position                                                                           |
| Kurzíva           | Nejrychlejší kolo                                                                       |
| †                 | Jezdec nedojel do cíle, ale byl klasifikován, protože odjel více než 90 % délky závodu. |
| ‡                 | Byl udělován poloviční počet bodů, protože bylo odjeto méně než 75 % délky závodu.      |
| Horní index       | Umístění bodujících jezdců ve sprintu                                                   |

| rok  | motocykl | 1      | 1       | 2       | 2       | 3       | 3       | 4      | 4       | 5      | 5       | 6       | 6       | 7       | 7       | 8       | 8       | 9       | 9       | 10      | 10      | 11      | 11      | 12      | 12      | 13      | 13      | 14      | 14      | pozice | body |
| rok  | motocykl | R1     | R2      | R1      | R2      | R1      | R2      | R1     | R2      | R1     | R2      | R1      | R2      | R1      | R2      | R1      | R2      | R1      | R2      | R1      | R2      | R1      | R2      | R1      | R2      | R1      | R2      | R1      | R2      | pozice | body |
| ---- | -------- | ------ | ------- | ------- | ------- | ------- | ------- | ------ | ------- | ------ | ------- | ------- | ------- | ------- | ------- | ------- | ------- | ------- | ------- | ------- | ------- | ------- | ------- | ------- | ------- | ------- | ------- | ------- | ------- | ------ | ---- |
| 2007 | Ducati   | QAT 14 | QAT 16  | AUS 14  | AUS 11  | EU 10   | EU 8    | ESP 14 | ESP 17  | NED 11 | NED 9   | ITA 15  | ITA 10  | GBR Ret | GBR C   | SMR 10  | SMR 13  | CZE Ret | CZE 13  | GBR 14  | GBR Ret | GER 13  | GER 16  | ITA 11  | ITA Ret | FRA Ret | FRA Ret |         |         | 14.    | 66   |
| 2008 | Ducati   | QAT 10 | QAT 9   | AUS Ret | AUS 18  | ESP 14  | ESP 14  | NED 6  | NED 8   | ITA 10 | ITA Ret | USA 6   | USA DSQ | GER 11  | GER Ret | SMR 7   | SMR 9   | CZE Ret | CZE 11  | GBR 9   | GBR 9   | EUR 6   | EUR 12  | ITA 13  | ITA 11  | FRA Ret | FRA 13  | POR Ret | POR 12  | 13.    | 120  |
| 2009 | Ducati   | AUS 9  | AUS 7   | QAT Ret | QAT 17  | SPA Ret | SPA 14  | NED 6  | NED 3   | ITA 12 | ITA 8   | RSA 14  | RSA 10  | USA 8   | USA 6   | SMR 4   | SMR 4   | GBR 9   | GBR Ret | CZE 6   | CZE 9   | GER 13  | GER 11  | ITA 8   | ITA 9   | FRA 10  | FRA Ret | POR Ret | POR 8   | 10.    | 169  |
| 2010 | Ducati   | AUS 8  | AUS Ret | POR Ret | POR Ret | SPA 10  | SPA 10  | NED 7  | NED 7   | ITA 15 | ITA 8   | RSA 9   | RSA 9   | USA Ret | USA Ret | SMR Ret | SMR Ret |         |         |         |         |         |         |         |         |         |         |         |         | 13.    | 110  |
| 2010 | Aprilia  |        |         |         |         |         |         |        |         |        |         |         |         |         |         |         |         | CZE Ret | CZE Ret | GBR 13  | GBR 9   | GER Ret | GER 11  | ITA 4   | ITA Ret | FRA 5   | FRA 6   |         |         | 13.    | 110  |
| 2011 | Ducati   | AUS 5  | AUS 11  | EU 2    | EU 8    | NED Ret | NED 9   | ITA 10 | ITA Ret | USA 2  | USA 8   | SMR Ret | SMR Ret | ESP Ret | ESP Ret | CZE 11  | CZE Ret | GBR Ret | GBR 11  | GER Ret | GER 3   | ITA 7   | ITA Ret | FRA Ret | FRA Ret | POR 10  | POR 13  |         |         | 14.    | 127  |
| 2012 | Ducati   | AUS 5  | AUS 11  | ITA 11  | ITA 7   | NED 7   | NED Ret | ITA C  | ITA 9   | EU 13  | EU Ret  | USA 6   | USA 9   | SMR 9   | SMR 9   | ESP Ret | ESP DNS | CZE 10  | CZE 13  | GBR 17  | GBR 3   | RUS DNS | RUS DNS | GER DNS | GER DNS | FRA DNS | FRA DNS | POR DNS | POR DNS | 15.    | 92,5 |

### British Superbike (BSB)
| Legenda k tabulce | Legenda k tabulce                                                                       |
| Barva             | Výsledek                                                                                |
| ----------------- | --------------------------------------------------------------------------------------- |
| Zlatá             | Vítěz                                                                                   |
| Stříbrná          | 2. místo                                                                                |
| Bronzová          | 3. místo                                                                                |
| Zelená            | Bodované umístění                                                                       |
| Modrá             | Nebodované umístění                                                                     |
| Modrá             | Dokončil neklasifikován (NC)                                                            |
| Fialová           | Odstoupil (Ret)                                                                         |
| Červená           | Nekvalifikoval se (DNQ)                                                                 |
| Červená           | Nepředkvalifikoval se (DNPQ)                                                            |
| Černá             | Diskvalifikován (DSQ)                                                                   |
| Bílá              | Nestartoval (DNS)                                                                       |
| Bílá              | Závod zrušen (C)                                                                        |
| Světle modrá      | Pouze trénoval (PO)                                                                     |
| Světle modrá      | Páteční testovací jezdec (TD)                                                           |
| Bez barvy         | Netrénoval (DNP)                                                                        |
| Bez barvy         | Vyřazen (EX)                                                                            |
| Bez barvy         | Nepřijel (DNA)                                                                          |
| Bez barvy         | Odvolal účast (WD)                                                                      |
| Bez barvy         | Nezúčastnil se (prázdné)                                                                |
| Označení          | Význam                                                                                  |
| Tučnost           | Pole position                                                                           |
| Kurzíva           | Nejrychlejší kolo                                                                       |
| †                 | Jezdec nedojel do cíle, ale byl klasifikován, protože odjel více než 90 % délky závodu. |
| ‡                 | Byl udělován poloviční počet bodů, protože bylo odjeto méně než 75 % délky závodu.      |
| Horní index       | Umístění bodujících jezdců ve sprintu                                                   |

| rok   | kategorie | motocykl | 1       | 1       | 2       | 2       | 3       | 3       | 4       | 4       | 5       | 5       | 6       | 6       | 7       | 7       | 8       | 8       | 8       | 9        | 9        | 10      | 10      | 11      | 11      | 12      | 12     | 13      | 13     | 14      | 14      | 14      | pozice | body |
| rok   | kategorie | motocykl | R1      | R2      | R1      | R2      | R1      | R2      | R1      | R2      | R1      | R2      | R1      | R2      | R1      | R2      | R1      | R2      | R3      | R1       | R2       | R1      | R2      | R1      | R2      | R1      | R2     | R1      | R2     | R1      | R2      | R3      | pozice | body |
| ----- | --------- | -------- | ------- | ------- | ------- | ------- | ------- | ------- | ------- | ------- | ------- | ------- | ------- | ------- | ------- | ------- | ------- | ------- | ------- | -------- | -------- | ------- | ------- | ------- | ------- | ------- | ------ | ------- | ------ | ------- | ------- | ------- | ------ | ---- |
| 2012  | Superbike | Aprilia  | BHi DNS | BHi DNS | Thx DNS | Thx DNS | OuP DNS | OuP DNS | Don DNS | Don DNS | Snt DNS | Snt DNS | Sil DNS | Sil DNS | Knh DNS | Knh DNS | OuP DNS | OuP DNS | OuP DNS | BHgp DNS | BHgp DNS | CdP DNS | CdP DNS | Don DNS | Don DNS | Asn DNF | Asn 15 | Sil DNF | Sil 12 | BHgp 15 | BHgp 14 | BHgp 16 | 29.    | 8    |
| *2013 | Superbike | Honda    | BHi 13  | BHi 18  | Thx 10  | Thx 12  | OuP 12  | OuP 13  | Knh 13  | Knh DNF | Snt 8   | Snt DNF | BHgp *  | BHgp *  |         |         | OuP *   | OuP *   | OuP *   |          |          | CdP *   | CdP *   | Don *   | Don *   | Asn *   | Asn *  | Sil *   | Sil *  | BHgp *  | BHgp *  | BHgp *  | 14.    | 31   |

- * právě probíhající sezona

## Soukromý život
Je také členem týmu Real TOP Praha, v jehož dresu se zúčastňuje charitativních zápasů a akcí.